# Mitsubishi Freeca
La Mitsubishi Freeca è una autovettura prodotta dalla casa automobilistica giapponese Mitsubishi Motors a partire dal  1997 al 2017, realizzato per il mercato asiatico e costruito in Cina, Indonesia, Taiwan, Vietnam e Filippine, dove in quest'ultimo è noto come Mitsubishi Adventure.

## Descrizione
La Mitsubishi Freeca è stata lanciata l'11 settembre 1997. Nelle Filippine, la Adventure ha ricevuto importanti aggiornamenti nel 2001 e poi nel 2004, un restyling minore alla fine del 2009, poi una aggiornamento dei fanali posteriori nel 2017. Le vendite si sono concluse nel 2017, ma poche unità rimanenti sono state vendute fino al 2018 in alcune concessionarie.
Il veicolo è anche conosciuto come Mitsubishi Kuda in Indonesia, dove è stato prodotto localmente dalla PT Krama Yudha Tiga Berlian. In Vietnam veniva commercializzato come Mitsubishi Jolie.
Dal 2001 al 2017 la Freeca è stata rimarchiata dalla Soueast per la vendita in Cina.